# دوري كرة القدم الغربي 1899–1900
دوري كرة القدم الغربي 1899–1900 (بالإنجليزية: 1899–1900 Western Football League)‏ هو موسم من دوري كرة القدم الغربي ‏. فاز فيه نادي بريستول روفيرز.